# St. Martin (Waldstetten)

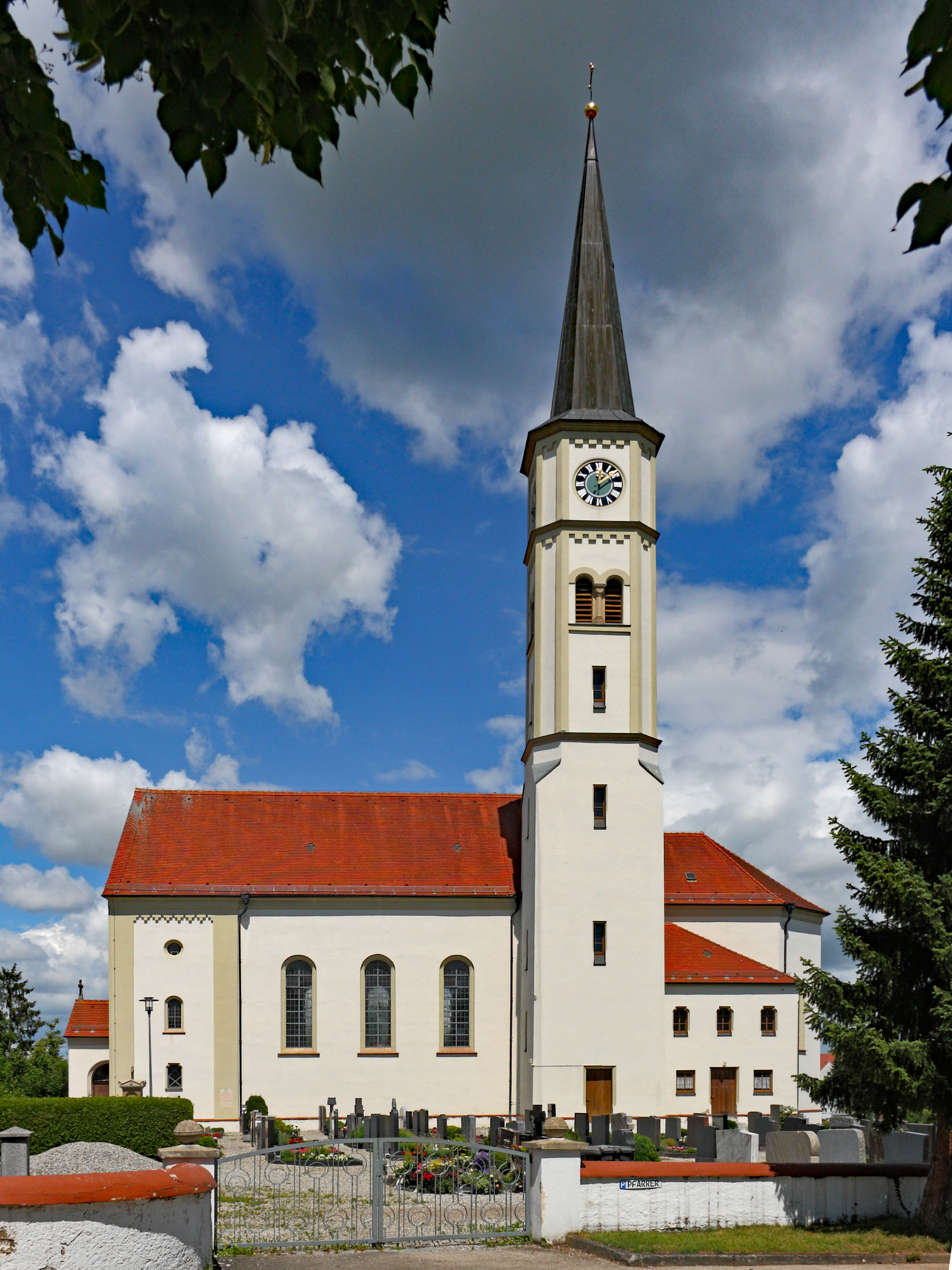
St. Martin in Waldstetten

Die römisch-katholische Pfarrkirche St. Martin steht in Waldstetten, einem Markt im schwäbischen Landkreis Günzburg in Bayern. Das Bauwerk ist in der Liste der Baudenkmäler in Waldstetten als Baudenkmal unter der Nr. D-7-74-191-10 eingetragen. Die Pfarrei gehört zum Dekanat Günzburg des Bistums Augsburg.

## Beschreibung
Die neuromanische Saalkirche wurde 1851 nach Plänen von Georg von Stengel erbaut. Sie besteht aus einem Langhaus, einem eingezogenen, dreiseitig geschlossenen Chor im Nordosten, einer Sakristei an der Südostwand des Chors und einem 1869 errichteten Kirchturm auf quadratischem Grundriss in der Ecke von Langhaus und Sakristei, dessen Geschosse mit abgeschrägten Ecken den Glockenstuhl und die Turmuhr beherbergen, und der mit einem spitzen Helm bedeckt ist.
Der Innenraum des Langhauses ist mit einer Flachdecke überspannt, der des Chors mit einem Stichkappengewölbe. Die Deckenmalereien und Wandmalereien von 1854–1856 wurden 1990/91 von Ferdinand Wagner ergänzt. Am Hochaltar steht eine Kreuzigungsgruppe aus der Mitte des 19. Jahrhunderts, die aus St. Georg in Augsburg stammt. Ein Gemälde, auf dem Martin von Tours dargestellt ist, hat 1820 Konrad Huber geschaffen. Das Gemälde mit der Mariä Heimsuchung hat ein nazarenischer Maler 1849 gemalt.

## Orgel

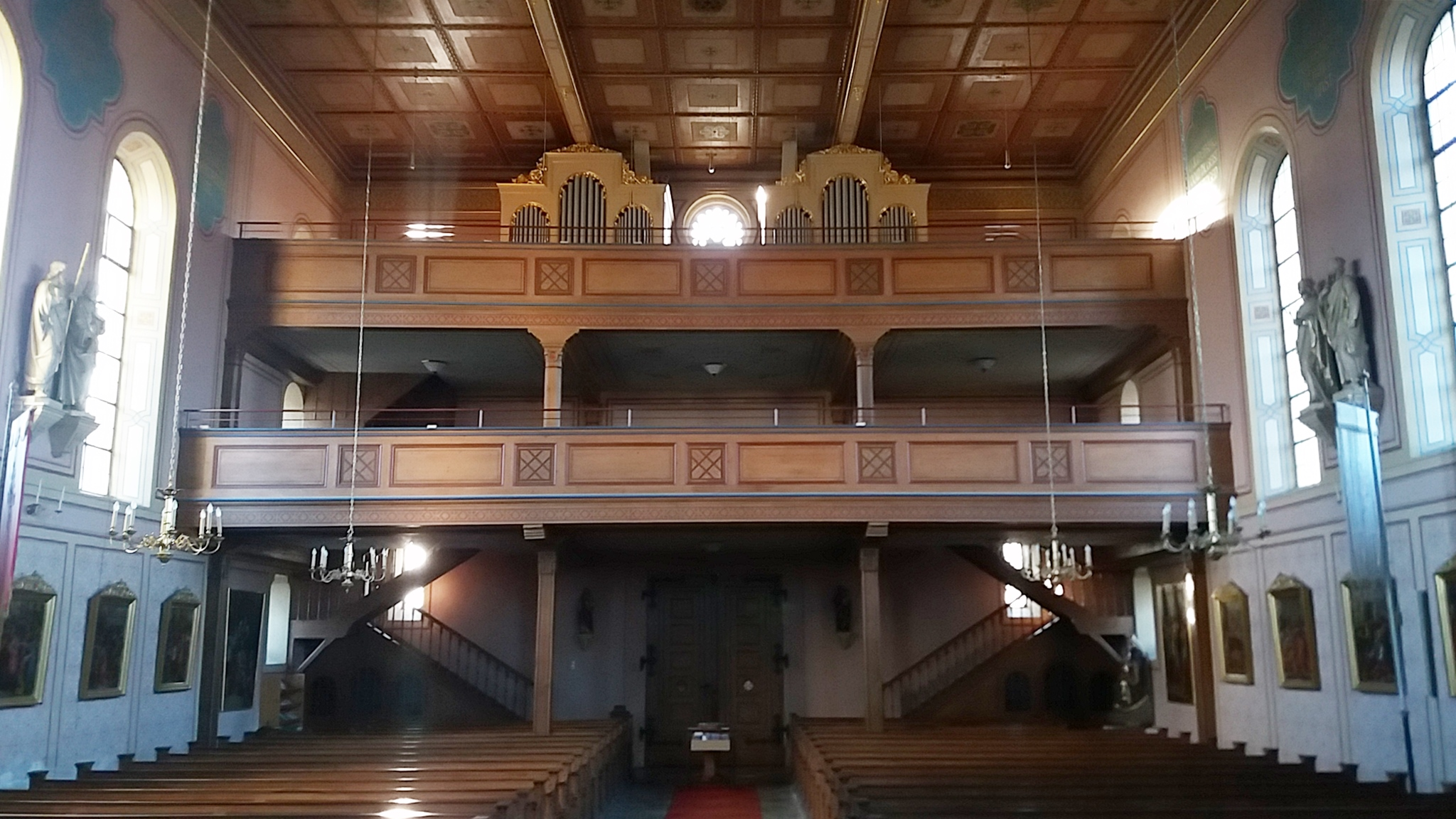
Blick zur Doppelempore und Orgel

Die 1854 von Joseph Anton Bohl erbaute Orgel steht auf der oberen Empore. Sie weist einen neuromanischen Prospekt auf, der um ein Rundbogenfenster geteilt ist. Sie besitzt 21 Register, verteilt auf zwei Manuale und das Pedal. Spiel- und Registertraktur sind mechanisch, das I. Manual hat Schleifladen, das II. Manual und das Pedal haben Kegelladen. Die Disposition lautet:
| I Manual C–f3 |       |
| Bordun        | 16′   |
| Principal     | 08′   |
| Salicional    | 08′   |
| Gedeckt       | 08′   |
| Querflöte     | 08′   |
| Octave        | 04′   |
| Doppelflöte   | 04′   |
| Octave        | 02′   |
| Mixtur III    | 2 ⁄3′ |

| II Manual C–f3 |    |
| Principal      | 8′ |
| Gedeckt        | 8′ |
| Gamba          | 8′ |
| Portunalflöte  | 8′ |
| Octav          | 4′ |
| Spitzflöte     | 4′ |
| Octav          | 2′ |

| Pedal C–c1   |         |
| Principalbaß | 16′     |
| Subbaß       | 16′     |
| Violon       | 16′     |
| Quintbaß     | 10 2⁄3′ |
| Octavbaß     | 08′     |